# 查干葛根
查干葛根（1887年10月27日—1957年5月21日），全名查干葛根·扎木彦勒格希扎木苏、查干葛根·扎木彦全碧勒，男，蒙古族，内蒙古苏尼特左旗人，中国藏传佛教僧人，第五世查干葛根活佛，曾任中国佛教协会名誉会长，第二届全国政协委员。